# 胡瓜
胡自雄（1959年6月4日—），藝名胡瓜，台灣電視主持人、演員。在台灣綜藝界與張菲、吳宗憲、張小燕合稱為「三王一后」，有「綜藝大哥」、「綜藝天王」之稱號。
2009年，胡瓜以綜藝益智節目《挑戰101》獲得第44屆金鐘獎「綜藝節目主持人獎」。2018年，胡瓜以綜藝外景遊戲節目《綜藝大集合》拿下第53屆金鐘獎「綜藝節目主持人獎」。胡瓜為2004年、2008年、2010年、2011年、2020年臺灣主持人收入榜首。

## 早年
胡自雄出生於苗栗縣苗栗市福星里，父親籍貫江蘇宜興，母親胡黃勤英為苗栗客家人。胡自雄排行第三，上有兩兄胡技烜、胡自強，幼年家境尚且富裕，於其就讀初中期間開始家道中落，胡遂於服完兵役後投身演艺圈。2014年1月13日胡母病逝，享壽86歲，同年1月24日於臺北市第一殯儀館舉行告別式，至二殯火化後安葬於慈恩園。

## 演藝生涯
胡瓜原為舞蹈老師。因張菲為了主持以高凌風為主角的秀場節目，需要一個副手作為搭檔，便對胡瓜提出邀約、並帶領他進入秀場界。張菲對胡瓜的靈活反應十分欽佩，二人在秀場共同闖蕩十年、曾同住近二年；直到後來胡瓜主持華視《鑽石舞台》，兩人才分道揚鑣。
1982年，胡瓜在台灣玉女歌手沈雁主持的台視綜藝節目《雁在林梢》擔任助理主持和串場短劇演員，進入台灣電視圈。1984年10月，華視綜藝節目《綜藝一百》停播，胡瓜為該節目末代「寶貝群」成員。1984年11月，麗群影視老闆江吉雄聘請胡瓜與鄭進一主持台視綜藝節目《綜藝龍虎榜》，但因收視率欠佳而停播。
1986年起，胡瓜主持華視多個綜藝節目包括《鑽石舞台》、《連環泡》、《百戰百勝》、《金曲龍虎榜》，都有不錯的收視率，逐步登上演藝事業的頂峰。1987年，高凌風罷工拒錄《鑽石舞台》，他決定帶著胡瓜與鄭進一退出《鑽石舞台》；胡與鄭當下答應，後在製作人郭建宏（映畫傳播老闆）協調下未跟進。
直到2000年以前，胡瓜幾乎年年都是臺灣演藝圈收入最高的主持人。2003年，胡瓜和吳宗憲是台灣主持人中節目量最大的兩人，且每錄製完成一小時節目的主持酬勞價碼皆為新台幣25萬元左右，一週之中幾乎每天都有由其擔綱主持的節目播出；該年5月時，胡瓜同時主持從台視跳槽中視的《世界非常奇妙》、中視《非常男女》、民視《綜藝大集合》與《綜藝大贏家》、以及中天娛樂台每週一至週四播出的現場直播樂透遊戲節目《七點樂透透》，平均周薪約台幣200萬元。
2009年，胡瓜憑益智節目《挑戰101》獲得第44屆電視金鐘獎「綜藝節目主持人獎」。2014年3月28日，胡瓜與丁柔安登記結婚。2015年，胡瓜睽違多年再度參演電影，主演《人生按個讚》；於2016年2月5日上映，票房為新台幣3400萬元。2017年，胡瓜以綜藝外景遊戲節目《綜藝大集合》入圍第52屆電視金鐘獎「綜藝節目主持人獎」，亦以《歡樂智多星》入圍「益智及實境節目主持人獎」，雙料入圍該年度重要獎項。2018年，胡瓜、阿翔和謝忻以《綜藝大集合》拿下第53屆電視金鐘獎「綜藝節目主持人獎」，亦以《歡樂智多星》再次入圍「益智及實境節目主持人獎」，連續二年以相同節目雙料入圍年度重要獎項。2020年，他手上曾同時擁有五個節目。

## 個人生活
胡瓜與第一任妻子於1982年結婚，其本名未公開，小名秀秀，兩人育有一子一女。女兒胡盈禎、兒子胡釋安，分別在2004年、2018年開始演藝事業。外孫女李曼唯，2007年9月12日出生。
2000年，胡瓜開始與女藝人丁柔安交往。2001年，胡瓜與秀秀離婚。2014年3月28日，胡瓜與丁柔安登記結婚。除了演藝事業以外，胡瓜擁有個人副業投資，他與丁柔安共同經營「黃金蜆丹」公司，並因丁柔安的關係信奉創價學會。
張菲是胡瓜早年於秀場時代的師父，藝人鄭進一為其師兄弟，羅密歐成員羅志祥和歐漢聲、浩角翔起以及瑪莉亞等人視他為師父；此外，艺人小嫻是他的乾女儿。

## 爭議事件
1994年，酒店公關小姐李璇向真相新聞網指控胡瓜對她強暴、性虐待，並聲稱握有沾了胡瓜精液的衛生紙團。當時李璇聲稱，她坐胡瓜的檯時，胡瓜提到他主持的《金曲龍虎榜》缺助理主持人，要她拿個人資料供他參考；她陪胡瓜出場後，回到自己家中，卻被胡瓜強暴、性虐待。
1994年6月28日，李璇向台北地檢署控告胡瓜涉嫌《中華民國刑法》強姦罪，同時指控《美華報導》雜誌社涉嫌將一包沾了胡瓜精液的衛生紙證物丟進沖水馬桶沖掉。此一事件被稱為「李璇案」或「瓜（胡瓜）田李（李璇）下事件」，讓已身居「綜藝一哥」的胡瓜身陷醜聞風暴，工作頓時停擺，幾乎斷送演藝事業；當時胡瓜的元配秀秀在記者會中力挺胡瓜。11月10日，因證據不足（李璇所稱「被胡瓜扯破的衣服」已被丟棄，沾有血跡的內褲也被漂白，「衛生紙團」也已經不存在；但《美華報導》雜誌社當時表示，當初確曾付給李璇新台幣廿萬元，這筆錢是由郭建宏透過雜誌社表示願意息事寧人，但以出賣這起新聞事件為名付錢給李璇，出讓部分同時包括沾有胡瓜精液的衛生紙等證物，都有李璇親筆簽結為證），無法證明胡瓜有強姦行為，胡瓜獲檢察官裁定不起訴處分。
2006年，胡瓜與其兄胡技烜遭名媛陳菁菁（前日盛證券董事長陳士元女兒）及其母卓金鳳（前歌星丁黛）指控於2003年以針孔攝影機涉嫌麻將詐賭，與牌友田淑玲、針孔攝影機安裝者許志煌（胡技烜友人）被台北地檢署依詐欺罪起訴。公诉检察官在庭讯时指出，根据調查所得的卷证资料与证人供词，有七大证据指向胡瓜为诈赌案主谋：一、诈赌的场地敦南名园为胡瓜所提供，赌客也是胡瓜所找；二、胡瓜在田淑玲发现诈赌後，亲自带她到七楼的小房间，并见到许志煌；三、卓金凤所输的赌资均进入胡瓜账户；四、田淑玲发现诈赌後，要求以“茶水费”（分红）折抵赌资，胡瓜不可能不知；五、胡瓜、胡技烜、田淑玲轮流上赌桌诈赌；六、證券商杨吉辉输了新台币2000多万元，由胡瓜提示兑领；七、音乐制作人李壽全的妻子林郁君发现诈赌後，由胡瓜归还新台币200万元赌资。
2007年1月，台北地方法院一審宣判，胡瓜無罪。法官認定確有裝針孔詐賭一事，但主導詐賭者是胡技烜，全案並無證據證明胡瓜參與詐賭，因此判決胡瓜無罪；但法院對胡瓜把住處提供給胡技烜聚賭抽頭，仍依《中華民國刑法》賭博罪之「意圖營利提供賭場罪」移送檢方偵辦，全案進入二審階段。同年9月，臺灣高等法院二審宣判，胡瓜無罪，胡技烜有期徒刑2年2個月，田淑玲有期徒刑1年10個月定讞；田淑玲卻因此逃亡三年，於2010年主動投案。至於圖利供給賭場罪部分，臺灣高等法院檢察署認為田淑玲證詞不一，也查無胡瓜提供場地聚賭的犯罪事證，於2012年2月裁定胡瓜不起訴處分。檢察官認定，賭場帳務是胡技烜處理，和胡瓜無任何關係，因此胡瓜在賭博營利罪部分獲得不起訴；田淑玲則涉嫌偽證及提供賭博場地抽頭營利，事證明確，被依偽證罪、賭博營利罪起訴。
2007年3月，台北地檢署指揮法務部調查局在胡瓜位於台北市信義路的豪宅中搜出大麻，對胡瓜及其當時女友丁柔安採集毛髮驗毒。調查局毒品檢驗報告顯示，兩人大麻檢驗未過關（毛髮呈陽性反應）。台北地方法院根據調查局檢驗報告，裁定兩人須進入台北看守所觀察勒戒。胡瓜勒戒50天後，於7月底略晚丁柔安三天結束勒戒獲釋。

## 演出作品

### 電影
| 年份   | 片名                   | 角色           |
| ------ | ---------------------- | -------------- |
| 1986年 | 《頑皮家族》           | 胡狗蛋         |
| 1986年 | 《歡樂龍虎榜_(電影)》  | 胡排           |
| 1986年 | 《好小子》             | 壞蛋手下瓜瓜   |
| 1987年 | 《大頭兵》             | 馬皮精         |
| 1987年 | 《大頭兵2 大頭兵出擊》 | 馬皮精         |
| 1987年 | 《先生騙鬼》           | 雜碎           |
| 1987年 | 《福星假期》           | 臺灣遊客       |
| 1988年 | 《天才小兵》           | 劉蘭佛         |
| 1988年 | 《萬能運動員》         | 胡瓜教練       |
| 1988年 | 《報告典獄長》         | 走狗瓜         |
| 1988年 | 《記得當時年紀小》     |                |
| 1989年 | 《愛拚才會贏》         | 阿廖老大       |
| 2016年 | 《人生按個讚》         | 吳志雄（雄哥） |

### 動畫配音
| 年份   | 片名                    | 角色       |
| ------ | ----------------------- | ---------- |
| 2010年 | 《神偷奶爸》            | 格魯       |
| 2013年 | 《神偷奶爸2》           | 格魯       |
| 2015年 | 《小小兵》              | 年幼格魯   |
| 2017年 | 《神偷奶爸3》           | 格魯、德魯 |
| 2022年 | 《小小兵2：格魯的崛起》 | 年幼格魯   |
| 2024年 | 《神偷奶爸4》           | 格魯       |

### 音樂錄影帶
- 2008年 羅志祥《撐腰》(客串)

### 電視劇
| 年份   | 頻道           | 劇名                | 角色           |
| ------ | -------------- | ------------------- | -------------- |
| 1999年 | 民視           | 《親戚不計較》      | （客串）       |
| 2002年 | 華視           | 《U-TOUCH四號宿舍》 | 校長           |
| 2007年 | 民視           | 《愛情兩好三壞》    | 廚師           |
| 2008年 | 中視、八大電視 | 《我的億萬麵包》    | 法蘭克父親     |
| 2009年 | 客家電視台     | 《流漂子》          | 蔡美女父親     |
| 2018年 | 公共電視台     | 《20之後》          | 電視節目主持人 |

## 主持作品

### 電視節目與大型晚會

#### 經歷主持
| 頻道           | 年份               | 節目                                    | 備註                              |
| -------------- | ------------------ | --------------------------------------- | --------------------------------- |
| 台視           | 1984年             | 《綜藝龍虎榜》                          |                                   |
| 台視           | 1984年             | 《周末1250》                            |                                   |
| 台視           | 1995年             | 《一路順風》                            |                                   |
| 台視           | 1997年             | 《世界非常奇妙》                        |                                   |
| 台視           | 1999年             | 《藝形帝國》                            |                                   |
| 台視           | 1999年             | 《旗開得勝》                            |                                   |
| 台視           | 2002年             | 《天王天后》                            |                                   |
| 台視           | 2005年             | 《寶島大卡拉》                          |                                   |
| 台視           | 2008年             | 《台北最HIGH新年城 台北市2009跨年晚會》 |                                   |
| 中視           | 1996年             | 《非常男女》                            |                                   |
| 中視           | 1997年             | 《紅白勝利》                            |                                   |
| 中視           | 1997年             | 《全能綜藝通》                          |                                   |
| 中視           | 1997年             | 《天才BANG!BANG!BANG!》                 |                                   |
| 中視           | 1999年             | 《飛躍1999跨年晚會》                    |                                   |
| 中視           | 2000年             | 《世界非常奇妙》                        |                                   |
| 中視           | 2007年             | 《星光閃耀 桃園好YOUNG 2008跨年晚會》   |                                   |
| 中視           | 2009年             | 《挑戰101》                             |                                   |
| 中視           | 2009年             | 《周五八點黨》                          |                                   |
| 中視           | 2009年             | 《把愛傳出去 88賑災晚會》               |                                   |
| 華視           | 1985年             | 《南龍北虎大對抗》                      |                                   |
| 華視           | 1986年             | 《鑽石舞台》                            |                                   |
| 華視           | 1987年             | 《連環泡》                              |                                   |
| 華視           | 1988年             | 《百戰百勝》                            |                                   |
| 華視           | 1989年             | 《金曲龍虎榜》                          |                                   |
| 華視           | 1990年             | 《永遠的掌聲：演藝情深愛心晚會》        |                                   |
| 華視           | 1991年             | 《送愛心到大陸》                        |                                   |
| 華視           | 1993年             | 《永遠的情人》                          | 鄧麗君勞軍晚會                    |
| 華視           | 1995年             | 《綜藝大聯盟》                          |                                   |
| 華視           | 1995年             | 《電視聯合國》                          |                                   |
| 華視           | 1996年             | 《電視俱樂部》                          |                                   |
| 華視           | 1996年             | 《紅白勝利》                            |                                   |
| 華視           | 1998年             | 《真情相對》                            |                                   |
| 華視           | 2000年             | 《群星會鐵人》                          |                                   |
| 華視           | 2000年             | 《綜藝向前衝》                          |                                   |
| 華視           | 2000年             | 《無敵星期六》                          |                                   |
| 華視           | 2001年             | 《歡樂在周六》                          |                                   |
| 民視           | 2001年             | 《綜藝有樂町》                          |                                   |
| 民視           | 2001年             | 《綜藝大集合》                          | 搭檔多次變動                      |
| 民視           | 2007年             | 《綜藝大贏家》                          |                                   |
| 民視           | 2008年             | 《明日之星Super Star》                  |                                   |
| 民視           | 《民視第一發發發》 |                                         |                                   |
| 民視           | 2016年             | 《台灣那麼旺 Taiwan NO.1》              | 搭檔白家綺                        |
| 民視           | 2022年             | 《最強綜藝秀》                          | 搭檔賴慧如、吳怡霈                |
| 民視           | 2023年             | 《全能歌手Top Star》                    |                                   |
| 公視           | 2016年             | 《大腦先生》                            |                                   |
| 衛視中文台     | 1995年             | 《美食碰碰胡》                          |                                   |
| 衛視中文台     | 1996年             | 《歡笑碰碰胡》                          |                                   |
| 衛視中文台     | 《瓜瓜樂》         |                                         |                                   |
| 衛視中文台     | 2005年             | 《歡樂幸運星》                          |                                   |
| 衛視中文台     | 2011年             | 《歡樂智多星》                          | 搭檔葉欣眉                        |
| 衛視中文台     | 《吉時樂幸運星》   |                                         |                                   |
| 衛視中文台     | 2007年             | 《2007 STAR新春大滿貫》                 |                                   |
| 衛視中文台     | 2007年             | 《KUSO廚房》                            |                                   |
| 中天娛樂台     | 2001年             | 《七點樂透透》                          |                                   |
| 中天娛樂台     | 2001年             | 《八點樂透透》                          |                                   |
| 中天娛樂台     | 2008年             | 《大家來約會》                          |                                   |
| 中天娛樂台     | 2009年             | 《娛樂圈圈看》                          |                                   |
| 中天娛樂台     | 2009年             | 《挑戰101》                             |                                   |
| 中天娛樂台     | 2009年             | 《把愛傳出去 88賑災晚會》               |                                   |
| 中天綜合台     | 2003年             | 《身體密碼》                            |                                   |
| 中天綜合台     | 2020年             | 《地球人請回答》                        | 首次與女兒胡盈禎搭檔              |
| 高點綜合台     | 2006年             | 《非常蜜碼》                            |                                   |
| TVBS歡樂台     | 2008年             | 《全民大嘴巴》                          |                                   |
| TVBS歡樂台     | 2009年             | 《台北最HIGH新年城 台北市2009跨年晚會》 |                                   |
| TVBS歡樂台     | 2010年             | 《台北最HIGH新年城 台北市2010跨年晚會》 |                                   |
| TVBS歡樂台     | 2024年             | 《拜託ATM Battle》                      | 搭檔Sandra                        |
| 八大第一台     | 2009年             | 《WTO姐妹會》                           |                                   |
| 壹電視綜合台   | 2010年             | 《黃金比例》                            |                                   |
| 東森超視       | 2013年             | 《金頭腦》                              |                                   |
| 東森綜合台     | 2015年             | 《醫師好辣》                            |                                   |
| 國家地理頻道   | 2013年             | 《大腦使用手冊》                        |                                   |
| 客家電視台     | 2025年             | 《胡來旅行社》                          | 搭檔胡盈禎、胡釋安                |
| 歐棚影視錄影帶 | 1986年             | 《歐棚午夜場》                          | 與澎恰恰搭檔                      |
| YouTube        | 2024年             | 《下面一位》                            | 胡瓜官方YouTube頻道，承影傳播製作 |

### 頒獎典禮

#### 金鐘獎
| 年份   | 節目                 | 頻道 | 備註               |
| ------ | -------------------- | ---- | ------------------ |
| 2013年 | 第48屆金鐘獎頒獎典禮 | 中視 | 搭檔歐漢聲、安心亞 |

#### 金馬獎
| 年份   | 節目                 | 頻道     | 備註       |
| ------ | -------------------- | -------- | ---------- |
| 1996年 | 第33屆金馬獎頒獎典禮 | 華視     | 搭檔鄺美雲 |
| 2005年 | 第42屆金馬獎頒獎典禮 | 東風衛視 | 搭檔侯佩岑 |

#### 亞太影展
| 年份   | 節目                   | 頻道 | 備註       |
| ------ | ---------------------- | ---- | ---------- |
| 2009年 | 第53屆亞太影展頒獎典禮 | TVBS | 搭檔侯佩岑 |

## 音樂作品

### 專輯
| 年份   | 專輯名稱                 | 唱片公司   | 語言 | 曲目 |
| ------ | ------------------------ | ---------- | ---- | --- |
| 1987年 | 《大雨大雨一直下》       | 點將唱片   | 國語 | 曲目 1. 大雨大雨一直下/胡瓜 2. 詩人的眼睛/胡瓜 3. 快樂小叮噹/胡瓜 4. 一生兄弟/胡瓜 5. 雨下不停/胡瓜 6. 心跳一百/胡瓜 7. 給我一個你/胡瓜 8. 一位姑娘/胡瓜 9. 現代煩惱/胡瓜 10. 我的一天/胡瓜 11. 再會/胡瓜 12. 大雨大雨一直下/演奏曲 13. 冰點/林娟 14. 冰冷的心/林娟 15. 別再說分手/林在培 16. 愛充滿我心/王海玲 17. 浪漫的夜/林在培 18. 秋風曲/谷音 19. 心語/鉅聲歌手大合唱 |
| 1990年 | 《我是個很容易上癮的人》 | 寶麗金唱片 | 國語 | 曲目 1. 我是個很容易上癮的人 2. 今夜不要再等我 3. 最拿手的角色 4. 偏偏不告訴你 5. 給你三秒鐘 6. 一九九○恰恰恰 7. 你愛過的人都去了哪裡 8. 1000c.c.的音樂 9. 你可以叫我愛人 10. 誰最適合愛我 |
| 1991年 | 《沒大沒小》             | 寶麗金唱片 | 國語 | 曲目 1. 沒大沒小 2. 我的愛不找零 3. 情聖 4. 愛到缺氧 5. 雞尾酒 6. 三更半夜 7. 名牌孤兒 8. 我用我的方式 9. 沒有悲傷的臉 10. 招待券 |
| 1993年 | 《天花亂墜》             | 寶麗金唱片 | 國語 | 曲目 1. 你依然在我心深處 2. 天花亂墜 3. 漂泊 4. 十個救火少年 5. 看不清自己的心 6. 包青天 7. 愛你如昔 8. 難得糊塗過一生 9. 對不對 10. 很難很難 |
| 1995年 | 《祝我一路順風》         | 寶麗金唱片 | 國語 | 曲目 1. 祝我一路順風 2. 在乎你這個朋友 3. 跟著我走不要回頭 4. 溫暖別人是我的夢 5. 我就在不遠的地方 6. 愛其實並不遠 7. 你最好 8. 捨不得你長大 9. 向快樂出發 10. 說謊比說愛容易 |
| 2002年 | 《真情相對》             | 滾石唱片   | 國語 | 曲目 1. 拒绝想念 2. 真情相对 3. 你依然在我心深处 4. 伤心人注定是有情人 5. 甜蜜蜜 6. 这就是恋爱 7. 心都变了 8. 摇滚包青天 9. 爱错了 10. 甜蜜蜜(高怡平合唱版) |

## 獎項紀錄
| 年份   | 獲提名     | 獎項                                   | 結果 |
| ------ | ---------- | -------------------------------------- | ---- |
| 1987年 | 鑽石舞台   | 第22屆金鐘獎 綜藝節目主持人獎          | 提名 |
| 1988年 | 鑽石舞台   | 第23屆金鐘獎 綜藝節目主持人獎          | 提名 |
| 1991年 | 金曲龍虎榜 | 第26屆金鐘獎 綜藝節目主持人獎          | 提名 |
| 1999年 | 非常男女   | 第34屆金鐘獎 綜藝節目主持人獎          | 提名 |
| 2001年 | 無敵星期六 | 第36屆金鐘獎 娛樂諧趣節目主持人獎      | 提名 |
| 2004年 | 綜藝大集合 | 第39屆金鐘獎 綜藝節目主持人獎          | 提名 |
| 2009年 | 挑戰101    | 第44屆金鐘獎 綜藝節目主持人獎          | 獲獎 |
| 2010年 | WTO姐妹會  | 第45屆金鐘獎 綜合節目主持人獎          | 提名 |
| 2011年 | WTO姐妹會  | 第46屆金鐘獎 綜合節目主持人獎          | 提名 |
| 2013年 | 金頭腦     | 第48屆金鐘獎 綜藝節目主持人獎          | 提名 |
| 2016年 | 醫師好辣   | 第51屆金鐘獎 綜合節目主持人獎          | 提名 |
| 2017年 | 綜藝大集合 | 第52屆金鐘獎 綜藝節目主持人獎          | 提名 |
| 2017年 | 歡樂智多星 | 第52屆金鐘獎 益智及實境節目主持人獎    | 提名 |
| 2018年 | 歡樂智多星 | 第53屆金鐘獎 益智及實境節目主持人獎    | 提名 |
| 2018年 | 綜藝大集合 | 第53屆金鐘獎綜藝節目主持人獎           | 獲獎 |
| 2019年 | 歡樂智多星 | 第54屆金鐘獎 益智及實境節目主持人獎    | 提名 |
| 2020年 | 歡樂智多星 | 第55屆金鐘獎 益智及實境節目主持人獎    | 提名 |
| 2021年 | 綜藝大集合 | 第56屆金鐘獎 綜藝節目主持人獎          | 提名 |
| 2022年 | 綜藝大集合 | 第57屆金鐘獎 綜藝節目主持人獎          | 提名 |
| 2022年 | 綜藝大集合 | 第27屆亞洲電視大獎最佳綜藝節目主持人獎 | 提名 |
| 2022年 | 綜藝大集合 | 2022亞洲影藝創意大獎 最佳綜藝主持人獎  | 提名 |
| 2023年 | 最強綜藝秀 | 第58屆金鐘獎 綜藝節目主持人獎          | 提名 |
| 2023年 | 綜藝大集合 | 第28屆亞洲電視大獎最佳綜藝節目主持人獎 | 提名 |
| 2024年 | 綜藝大集合 | 第29屆亞洲電視大獎最佳綜藝節目主持人獎 | 待定 |